# Precis falcifera
Precis falcifera är en fjärilsart som beskrevs av Konrad Fiedler 1928. Precis falcifera ingår i släktet Precis och familjen praktfjärilar. Inga underarter finns listade i Catalogue of Life.